# Craig Wood (Filmeditor)
Craig Wood (* in Sydney, Australien) ist ein australischer Filmeditor.

## Leben
Bereits mit 19 Jahren war Craig Wood Schnittassistent bei der Dokumentationsabteilung des öffentlich-rechtlichen Senders Australian Broadcasting Corporation. Nach einigen Werbespots, für den Schnitt der Budweiser-Frösche-Werbung erhielt er 1996 einen Clio Awards, und Musikvideos, unter anderem für Janet Jackson, Kylie Minogue und Björk, landete Wood anschließend beim Film. Obwohl er sich bereits 1989 beim australischen Science-Fiction-Film Spirits of the Air, Gremlins of the Clouds  für den Schnitt verantwortlich zeigte, begann seine Filmkarriere erst Ende der 1990er. Mit Gore Verbinski verband ihn seit dem Kurzfilm The Ritual aus dem Jahr 1996 eine jahrelange Zusammenarbeit. Er schnitt für ihn bis zum Jahr 2013 alle Filme, darunter The Mexican, Rango, die ersten drei Pirates-of-the-Caribbean-Filme sowie Lone Ranger. Mit James Gunn arbeitete er an den Comicverfilmungen Guardians of the Galaxy und Guardians of the Galaxy Vol. 2. Mit Ant-Man and the Wasp (2018) war er an seiner dritten Produktion aus den Marvel Cinematic Universe beteiligt.
Craig Wood ist Mitglied der American Cinema Editors.

## Filmografie (Auswahl)
- 1989: Spirits of the Air, Gremlins of the Clouds
- 1996: The Ritual (Kurzfilm)
- 1997: Mäusejagd (Mousehunt)
- 1999: Auf die stürmische Art (Forces of Nature)
- 2001: The Mexican
- 2002: Highway
- 2002: Ring (The Ring)
- 2003: Fluch der Karibik (Pirates of the Caribbean: The Curse of the Black Pearl)
- 2005: The Weather Man
- 2006: Pirates of the Caribbean – Fluch der Karibik 2 (Pirates of the Caribbean: Dead Man’s Chest)
- 2007: Pirates of the Caribbean – Am Ende der Welt (Pirates of the Caribbean: At World’s End)
- 2008: Auf brennender Erde (The Burning Plain)
- 2011: Rango
- 2013: Lone Ranger (The Lone Ranger)
- 2014: Cut Bank – Kleine Morde unter Nachbarn (Cut Bank)
- 2014: Guardians of the Galaxy
- 2015: A World Beyond (Tomorrowland)
- 2016: The Great Wall
- 2017: Guardians of the Galaxy Vol. 2
- 2018: Ant-Man and the Wasp
- 2019: Maleficent: Mächte der Finsternis (Maleficent: Mistress of Evil)
- 2021: Eternals
- 2024: Kraven the Hunter

## Auszeichnungen
Eddie Awards
- 2004: Bester Schnitt – Fluch der Karibik
- 2007: Bester Schnitt – Fluch der Karibik 2 (nominiert)
- 2008: Bester Schnitt – Fluch der Karibik - Am Ende der Welt (nominiert)